# Sudréfono
El sudréfono es un instrumento de viento-metal inventado por el músico y autor francés François Sudre. Patentado en 1892, tiene un taladro cilíndrico y cuatro pistones tipo Perinet. De largo mide 86 cm y tiene una campana con un diámetro de 17 cm.  